# Haemanthus carneus
Haemanthus carneus är en amaryllisväxtart som beskrevs av Ker Gawl. Haemanthus carneus ingår i släktet Haemanthus och familjen amaryllisväxter. Inga underarter finns listade i Catalogue of Life.